# Chesmac
Chesmac é um jogo de xadrez por computador finlandês programado por Raimo Suonio para o computador Telmac 1800, publicado pela Topdata em 1979. É possivelmente o primeiro videogame lançado comercialmente na Finlândia. O jogo tem uma interface gráfica de usuário simples e os movimentos são inseridos com combinações de números e letras. O computador calcula seus movimentos por tanto tempo que o jogo foi descrito como semelhante ao xadrez por correspondência. Uma nova versão do Chesmac baseada em seu código-fonte original foi publicada em 2014.

## Histórico de desenvolvimento
De acordo com Suonio, ele desenvolveu o Chesmac enquanto estava desempregado em fevereiro de 1979. Antes disso, ele havia programado um jogo da velha em um minicomputador HP-3000 enquanto trabalhava na fábrica de guindastes na KONE. Depois de conseguir um emprego na loja de microcomputadores Topdata em março, Suonio fez um acordo com o dono da loja, Teuvo Aaltio, de que o Chesmac seria vendido na loja em fita cassete. De acordo com Suonio, o jogo vendeu 104 cópias por 68 marcos finlandeses cada. Suonio recebeu toda a renda das vendas para si mesmo. No lado B da fita, Suonio escreveu uma versão do jogo da vida de John Conway para o Telmac.
A interface do usuário do jogo é escrita na linguagem CHIP-8 e a jogabilidade real em código de máquina. A pedido dos clientes da Topdata, a revista Prosessori publicou um guia sobre como salvar um jogo de xadrez em andamento em uma fita cassete e retomá-lo mais tarde. Não se sabe de nenhuma cópia original do jogo que tenha sobrevivido, mas Suonio havia escrito o código-fonte no papel. O amador de computadores Jari Lehtonen escreveu mais tarde uma nova versão do jogo com base neste código em 2014.

## Jogabilidade

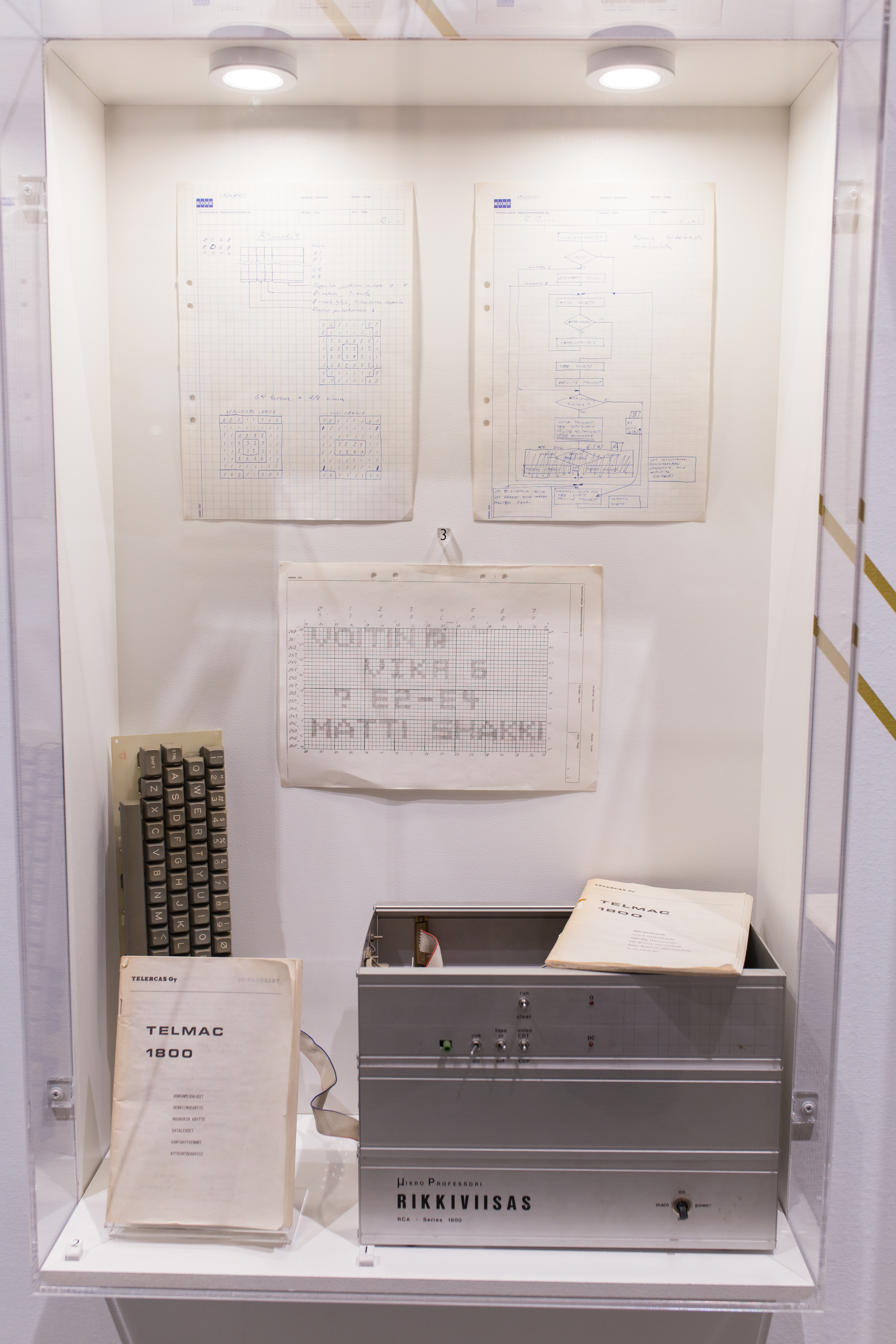
Material de desenvolvimento para o Chesmac no Museu Finlandês de Jogos em Tampere

De acordo com Suonio, Chesmac é um jogo de xadrez "bastante simples e lento". Existem oito níveis de jogo: no nível mais baixo, o jogo calcula seu movimento por um quarto de hora, no nível mais alto por cerca de uma hora. O jogo não tem uma biblioteca de aberturas de xadrez, então o jogo pensa em um movimento de abertura pelo mesmo tempo que para todos os outros movimentos. Como o Telmac 1800 não suporta uma interface gráfica de usuário, os movimentos são inseridos com combinações de letras e números. Se o jogador deseja ver as posições das peças de xadrez, ele tem que replicar a situação do jogo em um tabuleiro de xadrez físico. Chesmac aceita apenas movimentos legais, mas roque e en passant não são suportados. O jogo requer uma expansão de memória de dois quilobytes na placa-mãe do computador para funcionar. Como o computador calcula seus movimentos por um longo tempo, Lehtinen, que escreveu uma nova versão do jogo, descreve o jogo como semelhante ao xadrez por correspondência.

## Significância
Chesmac é visto como o primeiro jogo eletrônico comercial publicado na Finlândia. Antes do jogo ser descoberto, a indústria de videogames na Finlândia pensava que o primeiro videogame publicado comercialmente na Finlândia era Mehulinja, desenvolvido por Simo Ojaniemi em 1984. De acordo com Markku Reunanen e Manu Pärssinen, Chesmac ainda não pode ser visto como um "começo" para a indústria de videogames na Finlândia, mas sim como um "caso excepcional interessante". Eles ainda achavam impressionante que Suonio tivesse o microprocessador de 1,75 MHz do Telmac 1800 para jogar xadrez.